# Teixeiró
Teixeiró é uma povoação portuguesa do Município de Baião que foi sede da extinta Freguesia de Teixeiró, freguesia que tinha 4,53 km² de área e 351 habitantes (2011), e, por isso, uma densidade populacional de 77,5 hab/km².
A Freguesia de Teixeiró foi extinta em 2013, no âmbito de uma reforma administrativa nacional, tendo sido agregada à Freguesia de Teixeira, para formar uma nova freguesia denominada União das Freguesias de Teixeira e Teixeiró com sede em Teixeira.

## População
| População da freguesia de Teixeiró | População da freguesia de Teixeiró | População da freguesia de Teixeiró | População da freguesia de Teixeiró | População da freguesia de Teixeiró | População da freguesia de Teixeiró | População da freguesia de Teixeiró | População da freguesia de Teixeiró | População da freguesia de Teixeiró | População da freguesia de Teixeiró | População da freguesia de Teixeiró | População da freguesia de Teixeiró | População da freguesia de Teixeiró | População da freguesia de Teixeiró | População da freguesia de Teixeiró |
| ---------------------------------- | ---------------------------------- | ---------------------------------- | ---------------------------------- | ---------------------------------- | ---------------------------------- | ---------------------------------- | ---------------------------------- | ---------------------------------- | ---------------------------------- | ---------------------------------- | ---------------------------------- | ---------------------------------- | ---------------------------------- | ---------------------------------- |
| 1864                               | 1878                               | 1890                               | 1900                               | 1911                               | 1920                               | 1930                               | 1940                               | 1950                               | 1960                               | 1970                               | 1981                               | 1991                               | 2001                               | 2011                               |
| 414                                | 463                                | 441                                | 498                                | 528                                | 428                                | 473                                | 546                                | 564                                | 536                                | 542                                | 521                                | 506                                | 444                                | 351                                |

| Distribuição da População por Grupos Etários | Distribuição da População por Grupos Etários | Distribuição da População por Grupos Etários | Distribuição da População por Grupos Etários | Distribuição da População por Grupos Etários | Distribuição da População por Grupos Etários | Distribuição da População por Grupos Etários | Distribuição da População por Grupos Etários | Distribuição da População por Grupos Etários | Distribuição da População por Grupos Etários |
| -------------------------------------------- | -------------------------------------------- | -------------------------------------------- | -------------------------------------------- | -------------------------------------------- | -------------------------------------------- | -------------------------------------------- | -------------------------------------------- | -------------------------------------------- | -------------------------------------------- |
| Ano                                          | 0-14 Anos                                    | 15-24 Anos                                   | 25-64 Anos                                   | > 65 Anos                                    |                                              | 0-14 Anos                                    | 15-24 Anos                                   | 25-64 Anos                                   | > 65 Anos                                    |
| 2001                                         | 111                                          | 86                                           | 175                                          | 72                                           |                                              | 25,0%                                        | 19,4%                                        | 39,4%                                        | 16,2%                                        |
| 2011                                         | 69                                           | 49                                           | 168                                          | 65                                           |                                              | 19,7%                                        | 14,0%                                        | 47,9%                                        | 18,5%                                        |